# Directo desde el otro lado
Directo desde el otro lado es el álbum número 41 de la discografía de la banda mexicana de rock El Tri. Fue lanzado el 23 de enero del 2007 en México y el 29 del mismo mes en Estados Unidos. Este es también el octavo álbum en vivo de la banda. El anuncio se hizo oficial a través de las páginas de internet www.eltri.com.mx y www.myspace.com/eltriforever. El álbum incluye una canción nueva titulada El muro así como también tres canciones del previo disco Más allá del bien y del mal. El álbum se grabó el 21 de julio de 2006 en el Gibson Amphiteatre de Estudios Universales en la ciudad de Los Ángeles, California durante la gira del 2006. El primer sencillo del disco es El Muro.

## Lista de canciones
1. Tributo al Goberneitor (Diálogo) - 2:03
2. Metro Balderas - 7:16
3. Si México Ganara el Mundial - 5:09
4. Presta - 4:56
5. Abuso de Autoridad - 2:21
6. Políticos Culeros (Diálogo) - 2:31
7. El Muro - 4:28
8. Masturbado - 3:24
9. Todo Por el Rocanrol - 5:56
10. Chavas Rockeras (Diálogo) - 2:20
11. Todos Somos Piratas - 5:44
12. Sara - 4:04
13. Che Guevara - 6:45
14. F.Z. 10 - 2:58
15. Mujer Diabólica - 3:31
16. Víctimas Inocentes de Cromañón - 4:34

## Dedicatoria
"Este disco está dedicado a todos aquellos que se han jugado por realizar, más que el sueño americano, el sueño de muchos mexicanos, el sueño de nuestra raza que por la necesidad, que se ha visto obligada a cruzar la frontera arriesgando el todo por el todo para poder lograr un mejor nivel de vida para sus seres queridos", tomado de la portada. 

## Trivia
- Este es el octavo disco en vivo de la banda.
- Las canciones FZ-10, Masturbado, Metro Balderas, Sara, Abuso de Autoridad, y Presta, ya han aparecido en otros de los álbumes en vivo de la banda.
- La canción Masturbado, no había aparecido en un álbum en vivo de la banda desde el primer álbum en vivo que grabaron en el Reclusorio Oriente el 13 de junio de 1978 cuando eran aun los Three Souls In My Mind.
- Las canciones fueron seleccionadas por los fanes en la página oficial de la banda.
- Mujer Diabólica, tenía que haber aparecido en Una Leyenda Viva Llamada El Tri pero por razones de propiedad intelectual no se incluyó. Esta es la primera vez que la banda la toca en vivo para un álbum.